# Speocyclops demetiensis
Speocyclops demetiensis – gatunek widłonoga z rodziny Cyclopidae. Opisał go w 1932 roku brytyjski biolog David Joseph Scourfield (1866–1949), nadając mu nazwę Cyclops (Bryocyclops) demetiensis. Miejsce typowe znajduje się na ścianie klifu zatoki North Bay w Tenby w hrabstwie Pembrokeshire (południowo-zachodnia Wielka Brytania).